# Dipoma iberideum
Dipoma iberideum är en korsblommig växtart som beskrevs av Adrien René Franchet. Dipoma iberideum ingår i släktet Dipoma och familjen korsblommiga växter. Inga underarter finns listade i Catalogue of Life.